# Park Si-Hun
Park Si-Hun, född den 16 december 1965 i Gyeongsangnam-do, Sydkorea, är en sydkoreansk boxare som tog OS-guld i lätt mellanviktsboxning 1988 i Seoul. Park blev aldrig proffsboxare utan valde att sluta efter sitt OS-guld.